# Suovitaurílies

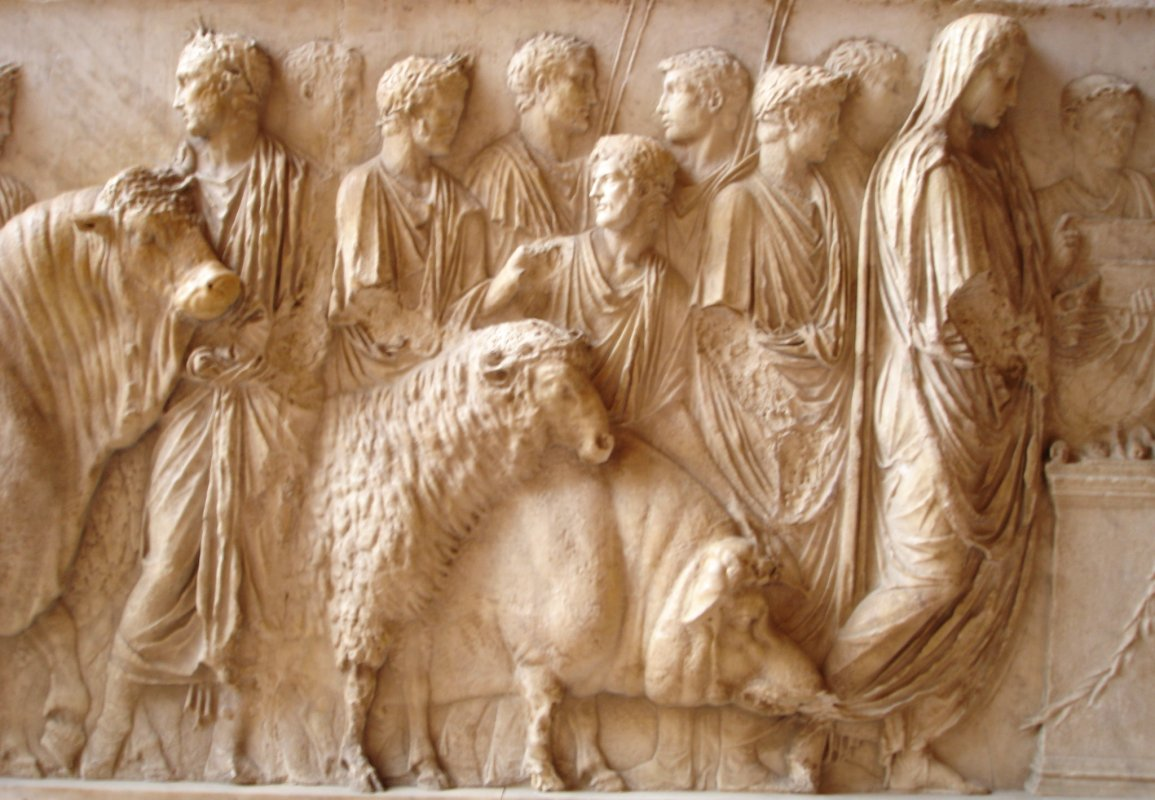
Suovitaurílies, (Museu del Louvre). En aquest relleu, es poden veure els animals que anaven a ser sacrificats, el sacerdot (flamen) i els col·laboradors que porten una corona de llorers, planta sagrada relacionada amb el déu Júpiter.

Les suovitaurílies (en llatí: suovetaurilia) eren un ritual de purificació i de caràcter apotropaic, consistent en el sacrifici d'uns animals determinats, el qual va formar part de les pràctiques religioses de l'antiga Roma, però que també es va fer en altes cultures antigues com ara la grega.

## Etimologia
La paraula suovitaurília està formada pels mots sus («porc»), ovis («corder») i taurus («bou»), perquè el ritual consistia en la consagració d'aquests animals a una divinitat, principalment a Mart, tot i que només el bou se sacrificava en nom d'aquest déu, mentre que el porc se sacrificava invocant les deïtats de tipus ctònic i el corder al déu Quirí.

## Orígens
Els antropòlegs han determinat que les suovitaurílies són un ritual d'ascendència indoeuropea.
La narració més antiga d'unes suovitaurílies, present, per tant, fins i tot entre els grecs, és la proporcionada per Homer en l'Odissea, en què s'informa que l'endeví Tiresias insta Odisseu a sacrificar un porc, una ovella i un bou al déu Posidó. També en un altre episodi de l'Odissea, es descriu el mateix sacrifici a la cort d'Alcínou, el rei dels feacis.

## Motivacions
Les motivacions per fer a aquest ritual eren diverses: podia ser qualsevol circumstància que requerís la intervenció dels déus o bé partir d'un fet que fes pensar de l'allunyament de la seva protecció. Per tant, ja fos per invocar els favors dels déus o per remeiar errors causats involuntàriament, per exemple durant la pràctica d'un sacrifici i en aquest cas calia doncs efectuar un nou sacrifici amb una víctima de més valor, estaven sempre relacionades amb els déus.
Les suovitaurílies podien ser públiques o privades. Les granges es beneïen amb suovitaurílies privades, celebrada durant els festivals anomenats Ambarvàlia al mes de maig i a les quals només assistien els amos de la finca i els seus treballadors. A les suovitaurílies públiques celebrades a la ciutat, hi podia assistir qualsevol persona; les més importants es feien cada cinc anys (Lustre), patrocinades pels censors o les que es feien en els jocs Seculars.
De la mateixa manera, quan un temple requeria reparacions i es tornava a inaugurar després de les obres de rehabilitació, el lloc havia de ser purificat amb suovitaurílies, com va ser el cas del temple de Júpiter Capitolí després de la seva destrucció l'any 69.
G
També s'oferia suovitaurílies per beneir l'exèrcit quan començava una campanya. A la columna de Trajà es descriu aquest fet i també a l'arc de Constantí.

## Procediment
Qui volia realitzar suovitaurílies havia de comptar amb l'autoritat necessària que podia ser: el pare de família (pater familias) o un magistrat (cum impero).
Les passes a seguir eren:
- Al davant d'un temple es muntava un altar (ara), es vessaven unes libacions de vi i encens i s'encenia un foc.
- Els animals que se sacrificarien es guarnien amb cintes al cap (infulatae hostiae) i amb una mantellina sobre l'esquena (dorsuale). La persona a càrrec del sacrifici havia de vestir una toga a l'estil antic (cinctus Gabinus) o amb part del cap cobert amb la roba de la toga. Els animals i la persona que faria el sacrifici donaven tres voltes a allò que es volia purificar.
- Arribat en aquest punt, dos assistents de la persona a càrrec del sacrifici, (el praeco i el tibicen) demanaven silenci al públic congregat fent sonar un instrument sagrat.
- El sacerdot esquitxava l'animal amb vi i amb la mola salsa (una barreja de farina d'espelta i salmorra que havien preparat les vestals), llavors se li passava la punta del ganivet sense arribar a tallar des del cap fins a la cua (pràctica anomenada "immolació")
- Tot seguit, es posava en marxa la tasca de matar l'animal, que incloïa la participació d'algunes persones predisposades, els anomenats uctimari (en els temps més antics, però, una feina exclusiva del sacerdot).
- El fetge, el cor i els pulmons de la víctima, s'extreien per ser examinats i, si se'ls trobava algun defecte, se substituïa l'animal per una altra víctima anomenada succidanea. Si l'animal superava l'examen se'l clavava en un pal i se'l posava damunt del foc encès a l'altar; el fum que en sorgia elevant-se cap al cel es considerava que ea la manera de fer arribar el sacrifici als déus.
- Un cop rostit l'animal es repartia la seva carn separada de la pell i els ossos (uiscera) perquè se la mengessin els assistents.

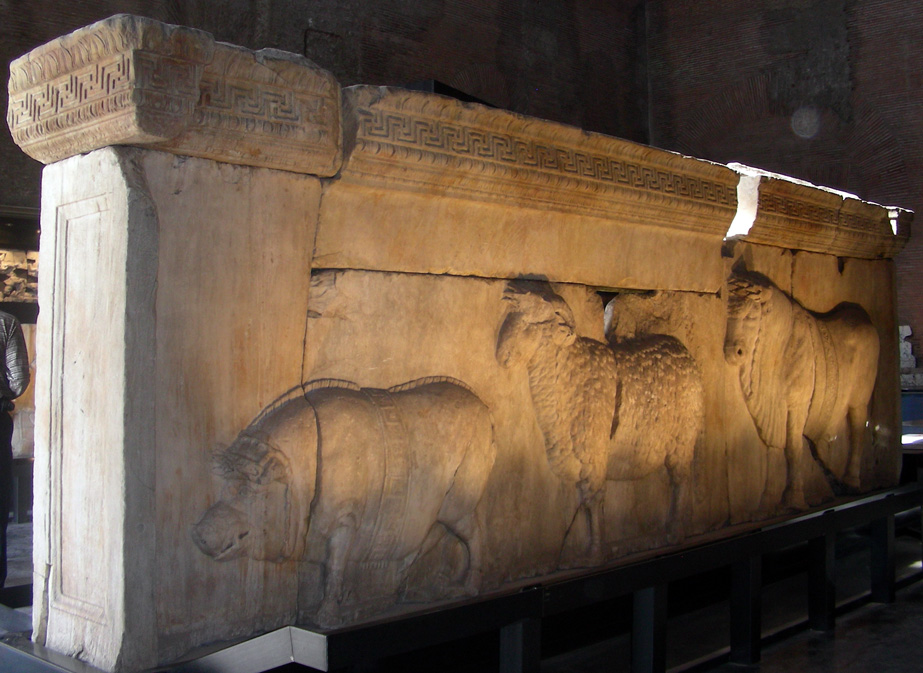
Representació dels animals sacrificats en suovitaurílies, pedestal (plutei de Trajà) que es troba a l'edifici de la cúria al Fòrum Romà

## Característiques dels animals
Generalment als déus de sexe masculí (Júpiter, Mart, Quirí) se'ls sacrificava animals mascles i a les deesses (Juno, Minerva, Diana) animals femella.
El color dels animals també estava preestablert: Júpiter i Juno requerien animals blancs mentre que Summanus, déu de la nit, animals negres i per a Vulcà animals de pelatge rogenc.
A Júpiter se l'oferien mascles castrats i a Mart mascles intactes. Abans del començament de la collita se sacrificaven vaques prenyades (fordae) per propiciar la fertilitat als camps. Altres circumstàncies determinaven si se sacrificaria un animal jove o adult.